# Paarbildung (Biologie)
Die Paarbildung bezeichnet in der Biologie die Bildung einer längerfristigen Verbindung von zwei Geschlechtspartnern. Sie wird in einem erweiterten Sinne als Bestandteil der Balz betrachtet. Zu ihr gehört ein artspezifisches und ritualisiertes Verhalten, das sich je nach Art über wenige Minuten bis zu einigen Wochen hinziehen kann.
Die Paarbildung ist für eine Reihe von Tierarten sehr gründlich untersucht worden. Ihr Ablauf ist jedoch sehr artindividuell, sodass sie im Folgenden anhand eines Beispieles beschrieben wird.

## Paarbildung bei der Graugans

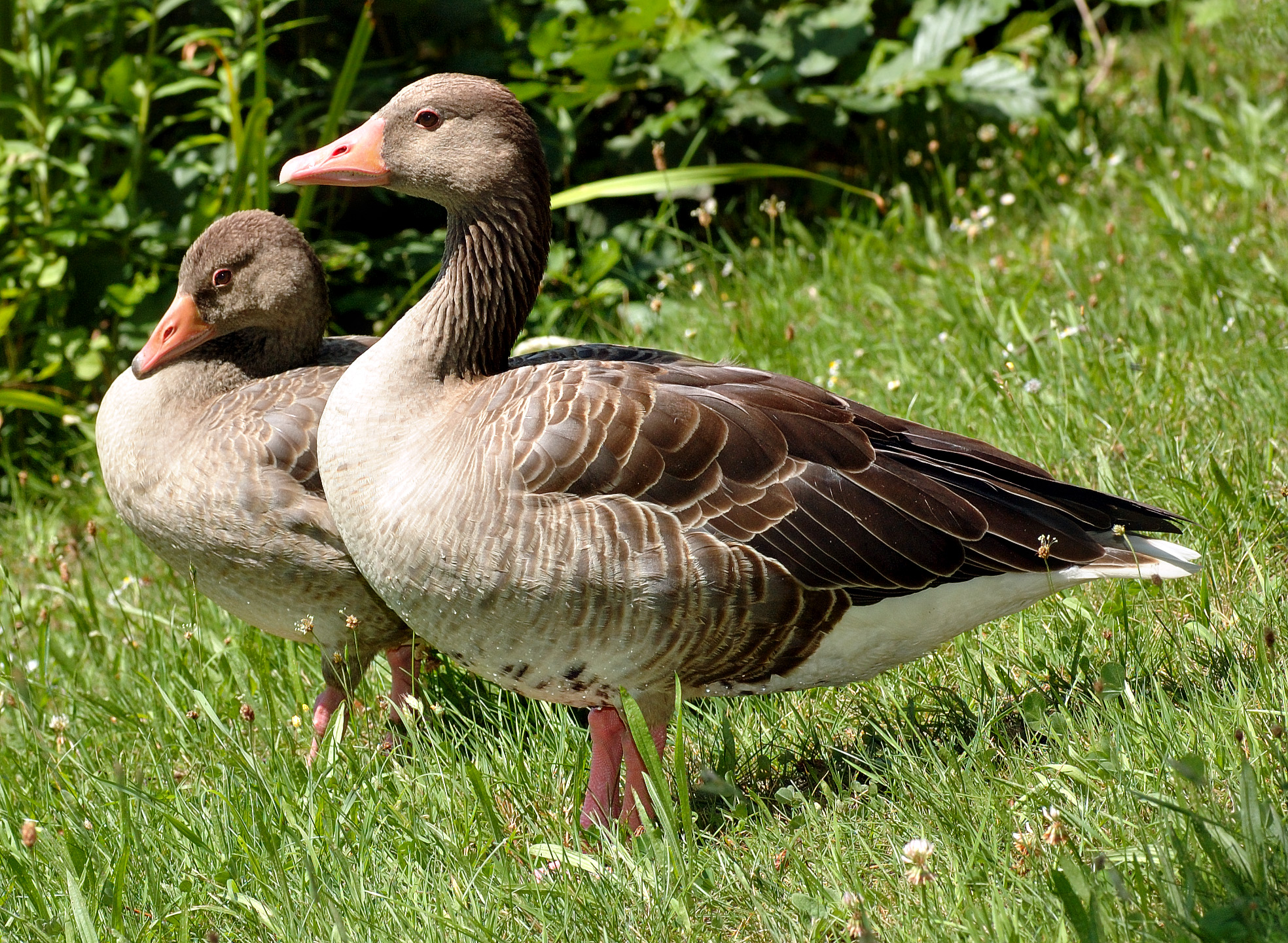
Graugans

Die Paarbildung bei der Graugans ist durch Konrad Lorenz und seine Schüler ausführlich untersucht worden. Die Balz wird bei dieser Art durch den Ganter eingeleitet. Brautwerbende Ganter nähern sich ledigen Weibchen in einer Pose, bei der Kopf und Hals winkelartig eingezogen sind. Trifft ein Ganter dabei auf ein Weibchen, das der Werbung nicht ausweicht, so bleibt er in dessen Nähe. Unter Einhaltung einer räumlichen Distanz ahmt er alle Bewegungen der Gans nach. Als zweite Bewegungsform kommt dann allmählich hinzu, dass der Ganter mit leicht gekrümmten Hals seinen Schnabel in Richtung des auserwählten Weibchens weist, allerdings ohne auf dieses direkt zu zeigen.
In der zweiten Phase zeigt der Ganter ein Imponierverhalten, dabei fliegt er häufig auf, vor und nach dem Flug präsentiert er sich vor der Gans mit geöffneten Flügeln. Außerdem zeigt er in dieser Zeit eine erhöhte Aggression und greift sowohl Artgenossen als auch artfremde Tiere an.
Abgeschlossen ist die Paarbildung, wenn die Partner in das sogenannte Triumphgeschrei einstimmen, das Gänsepaare erklingen lassen, wenn sie einen potentiellen Gegner erfolgreich abgewehrt haben.
Die Begattung findet zeitlich unabhängig von der Paarbildung statt. Ihr geht ebenfalls ein ritualisiertes Verhalten voraus.